# Alessandro Malaspina
Pour les articles homonymes, voir Malaspina.
Alessandro Malaspina (en espagnol : Alejandro Malaspina), né à Mulazzo, en Toscane, le 5 novembre 1754 et mort à Pontremoli, en Toscane, le 9 avril 1810, est un militaire, un explorateur et un navigateur italien au service de l'Empire espagnol.
Il est particulièrement connu pour avoir mené une grande expédition espagnole d'exploration avec deux navires dans le Pacifique, de 1789 à 1794, l'Expédition Malaspina.

## Biographie
Alessandro Malaspina nait à Mulazzo, dans le grand-duché de Toscane (Italie), rattaché au Saint-Empire sous le contrôle des Habsbourg. Ses parents sont le marquis Carlo Morelo et Caterina Meli Lupi di Soragna. De 1762 à 1765 sa famille et lui vivent à Palerme, sous la protection de l'oncle maternel, Giovanni Fogliani Sforza d'Aragona (it), vice-roi de Sicile. Il fait ses études de 1765 à 1773 au Collège Clementine à Rome, acceptant en 1773 d'entrer dans l'ordre de Saint-Jean de Jérusalem. Il vit un an à Malte où il commence à apprendre la navigation dans la flotte de l'Ordre. Peu après la mort de son père, il quitte Malte, sans prononcer ses vœux, pour suivre son grand-oncle en Espagne. En 1774, Fogliani essaie de réintégrer sa charge de  vice-roi dont il avait dû se démettre en raison d'une révolte populaire qui, peu de temps auparavant, l'avait contraint à fuir Palerme.

### La carrière dans la marine espagnole
Son expérience et son lien de parenté avec le vice-roi bien qu'en disgrâce, permettent à Malaspina d'être admis directement avec le grade d'aspirant de marine (en espagnol : guardiamarina) à l'académie de la marine royale espagnole à Cadix (18 novembre 1774) et d'obtenir un rapide avancement de carrière.
À partir du 13 janvier 1775, à bord de la frégate Santa Teresa, Malaspina connait son premier baptême du feu au large des côtes de Melilla assiégée par le sultan du Maroc. Il est promu alférez de fragata en raison de la réussite de sa mission et de son courage. Par la suite, il participe à l'attaque ordonnée par le Premier ministre espagnol Squillace qui souhaite punir l'instigateur du siège de Melilla, le bey d'Alger. L'opération nécessite l'emploi de 400 navires et s'avère être un échec.
Malaspina effectue son premier voyage océanique qui dure près de deux ans, de décembre 1777 à septembre 1779. La mission commandée par le capitaine Antonio Mesía de la frégate Astrea, est de se rendre dans les possessions espagnoles de Manille en passant par le Cap de Bonne-Espérance. À son retour, Malaspina est promu lieutenant de frégate sur le San Julián qui est destiné à croiser au large de Gibraltar. La tâche de l'escadre commandée par l'amiral Juan de Lángara est d'empêcher l'approvisionnement du rocher par l'Angleterre durant la guerre d'indépendance américaine, Charles III, roi d'Espagne, ayant pris le parti des colonies insurgées.

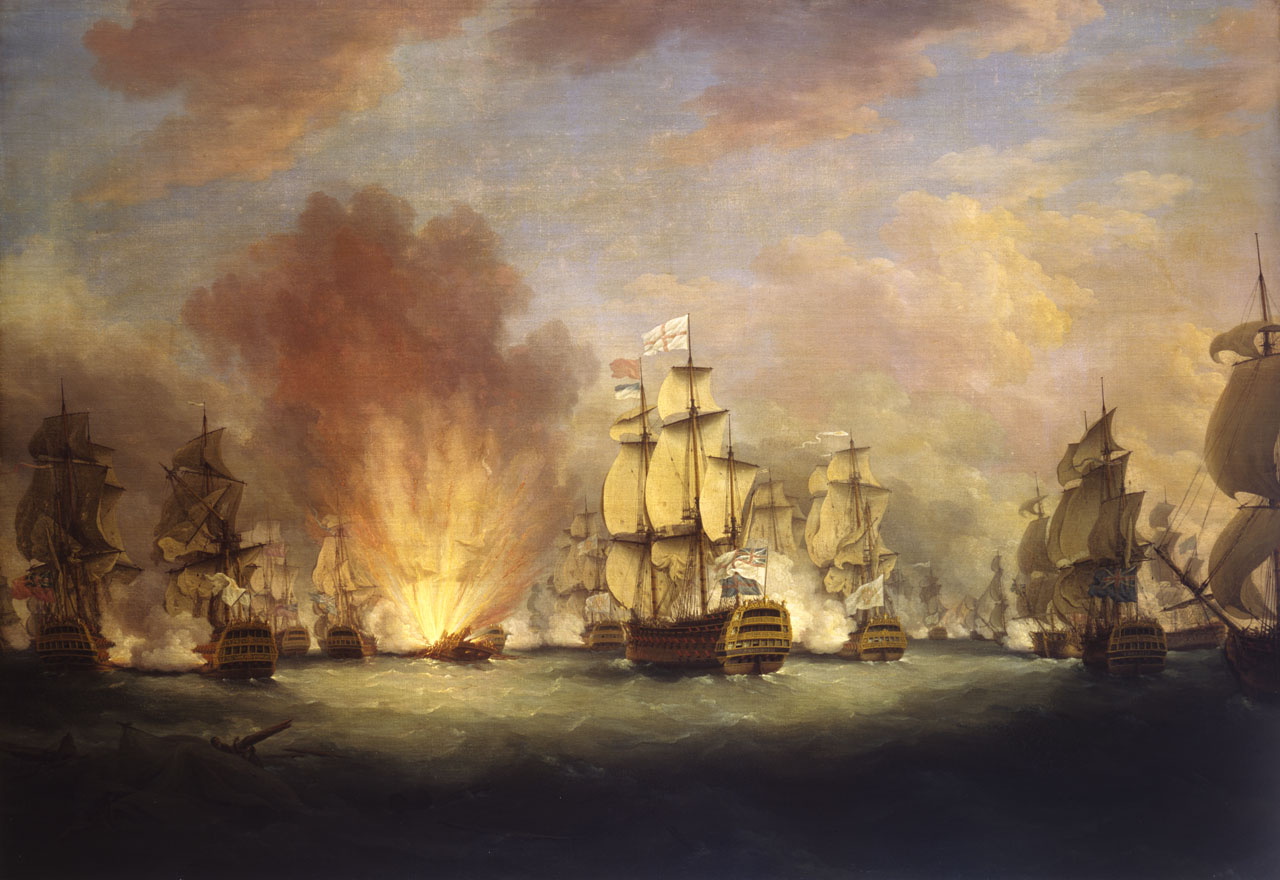
La Bataille du cap Saint-Vincent par Richard Paton (vers 1781-1782).

Malaspina joue un rôle important au cours la bataille du 16 janvier 1780 au large du cap Saint-Vincent, bataille dénommée Moonlight Battle par les Britanniques. Après la capture des navires espagnols par la flotte commandée par l'amiral George Rodney, seuls les officiers supérieurs sont transbordés sur un navire ennemi, Malaspina est autorisé à rester sur le San Julián, capturé par les vainqueurs. Avec le déclenchement d'une violente tempête dans la nuit, plusieurs navires menacent de s'échouer sur les rochers en raison de la mauvaise connaissance des lieux par les Britanniques. Pour sauver le San Julián, Malaspina demande à reprendre le commandement et une fois le navire reconquis, il rentre à Cadix avec la bannière espagnole. Peu de temps après, il est promu lieutenant de vaisseau.
Malaspina participe à d'autres actions durant la même campagne notamment l'attaque de Gibraltar le 16 septembre 1782 et la bataille du cap Spartel (20 octobre). Lorsque la paix est signée avec le Royaume-Uni, il obtient le grade de capitaine de frégate. À partir de 1783, il est l'objet d'une enquête de l'Inquisition sans être ni incarcéré ni jugé. On lui reproche de montrer peu de respect lors de la prière du Rosaire qui se tient à bord et de se promener avec son chapeau sur la tête et, ostensiblement, de se retirer dans sa cabine avant la fin de la cérémonie.
Par la suite, il est nommé capitaine en second de la frégate Asunción qui part de Cadix le 14 août 1783 pour informer les colonies philippines espagnoles de la fin de la guerre. De nouveau, les seize mois de voyage nécessitent le passage du cap de Bonne-Espérance, l'attente à Manille de la saison favorable et le retour par la même route

### L'expédition de l'Astrea

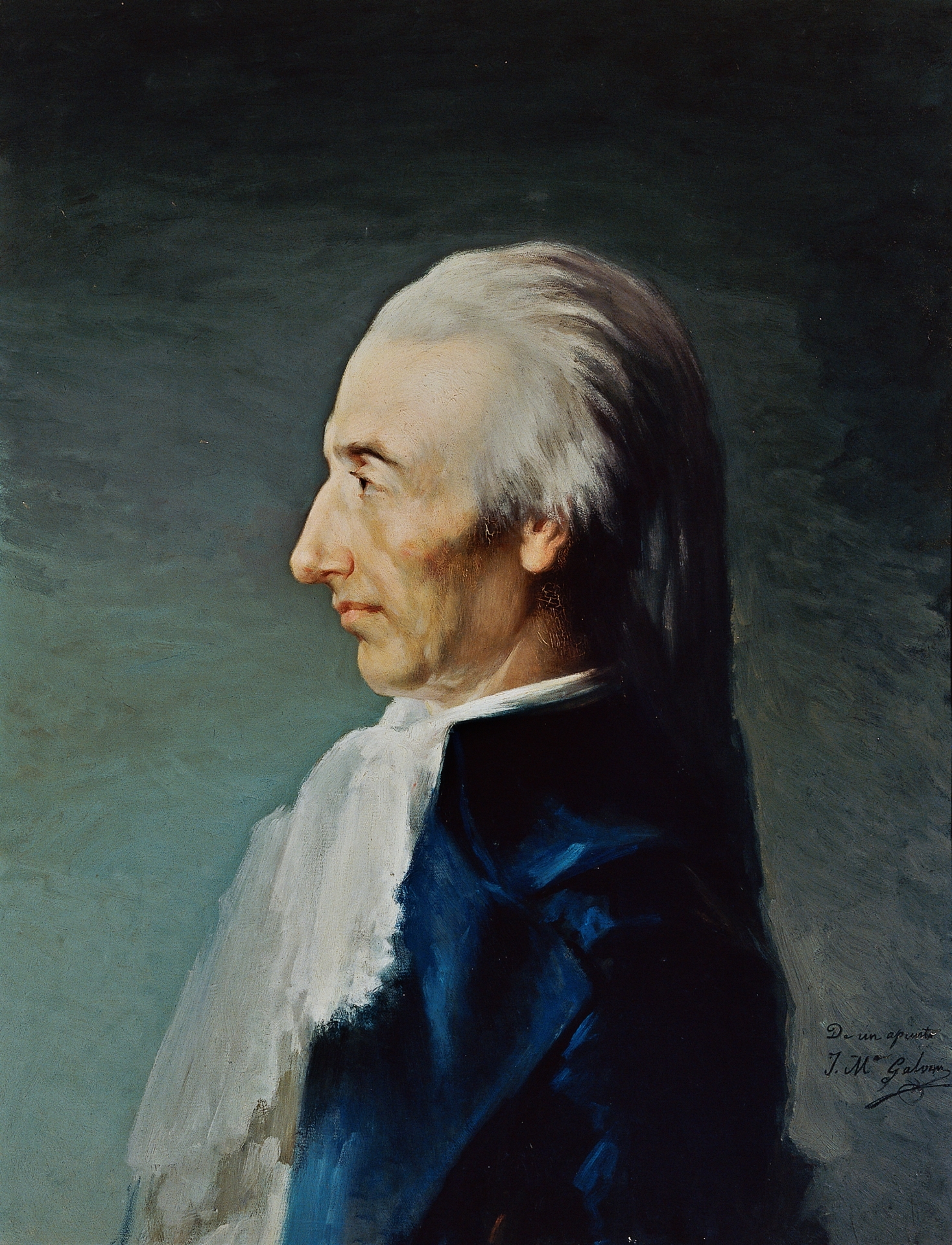
Portrait de Alessandro Malaspina par José María Galván (1881, d'après un dessin d'époque).

De retour à Cadix, Malaspina est affecté à la Compagnie des aspirants de marine. En 1785, il obtient la permission de participer à plusieurs campagnes de relevé cartographique en mer Méditerranée réalisées par l'observatoire astronomique de la ville sous la direction du cartographe, mathématicien et astronome Vicente Tofiño. Quelque temps après, le ministre de la Marine Antonio Valdés lui offre le commandement de la frégate Astrea que la Compagnie royale des Philippines souhaite aménager pour des voyages commerciaux. En effet, un récent décret royal offre en location les navires de l’Armada et les directeurs de la Compagnie envisagent leurs emplois pour relancer leur activité. Ils suggèrent le nom du jeune capitaine qui avait déjà navigué sur ce même bateau. Après plusieurs mois de préparation supervisés minutieusement par Malaspina, l'Astrea quitte Cadix le 5 septembre.
Après avoir longé les côtes africaines, la frégate se dirige vers l'Amérique du Sud pour doubler le cap Horn et faire escale avant Concepcion (Chili) le 18 janvier 1787, puis dans la rade de Callao, le port de Lima, où il reste pendant tout le mois de février. Pour le trajet vers les Philippines, Malaspina décide de changer la route habituelle avec l'objectif de réduire le temps de la traversée : il prend la route de l'ouest pendant 700 lieues avant de virer au nord-ouest, suivant ce cap jusqu'au 12e parallèle nord afin d'intercepter la route traditionnelle Acapulco-Manille. Précédé d'un bref arrêt dans la Guam, l'accostage à Cavite intervient le 5 mai 1787, après 75 jours de traversée: la prévision de Malaspina était de 70 à 80 jours. Le voyage vers l'Afrique reprend le 29 novembre, avec l'arrivée de la mousson.
Au cours de la deuxième partie du voyage, la navigation est moins facile, les difficultés rencontrées au sud de la mer de Chine contraignent Malaspina à une escale à Jakarta vers Noël 1787 et à éviter l'escale habituelle à Table Bay après avoir doublé le cap de Bonne-Espérance (22 février 1788). Dans les mois qui suivent les tempêtes et les changements de température après le passage de l'équateur, combinée avec le début du scorbut, causent la mort de seize membres d'équipage, un nombre important mais pas inhabituel pour l'époque. L’Astrea jette l'ancre dans le port de Cadix le 18 mai 1788, sans présenter d'avaries. Le commandant se rend personnellement à Madrid pour livrer les rapports de mission à la Compagnie et au Ministère.

### L'expédition Malaspina

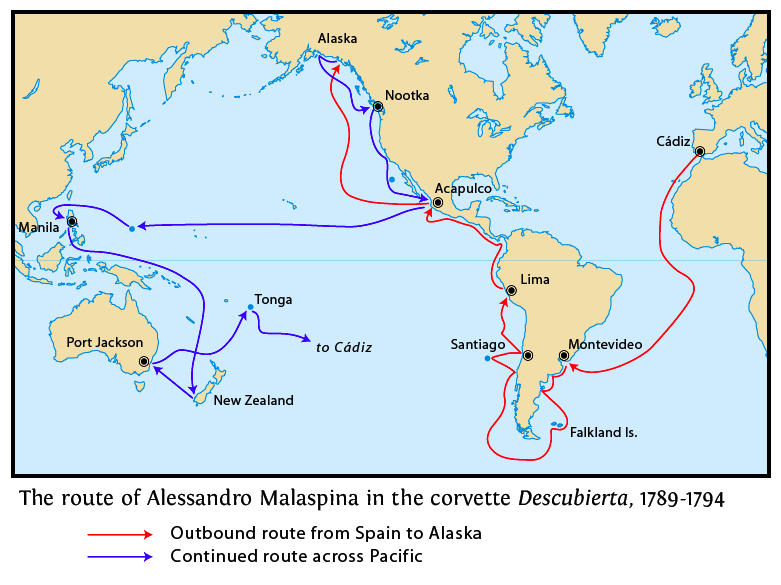
L'expédition Malaspina

En septembre 1788, avec un jeune officier, José de Bustamante y Guerra, Malaspina propose au gouvernement espagnol d'organiser d'une expédition politique et scientifique, pour visiter les possessions espagnoles en Amérique et en Asie. Ce voyage reste connu sous le nom d'expédition Malaspina. L'expédition composée des deux corvettes Descubierta et Atrevida, lève l'ancre à Cadix le 30 juillet 1789.

### Retour en Espagne et disgrâce
À son retour en Espagne (21 septembre 1794), Malaspina présente un rapport, Viaje político-científico alrededor del mundo (Voyage politique et scientifique autour du monde), qui comprend un rapport politique confidentiel, avec des observations critiques de caractère politique sur les institutions coloniales espagnoles ; il suggère d'accorder une large autonomie aux colonies espagnoles d'Amérique et du Pacifique au sein d'une confédération d'États liés grâce au commerce.
En septembre 1795, il envoie ses écrits au gouvernement espagnol en tentant d'exercer une influence sur lui, ce qui lui vaut le 23 de se voir accusé par Manuel Godoy d'être un révolutionnaire et un conspirateur et d'être arrêté. Après un simulacre de jugement, le 20 avril 1796 il est condamné à dix ans de prison au château San Antón de La Corogne. Pendant son séjour en prison, Malaspina écrit des essais sur l'esthétique, l'économie et la littérature.

### Carrière en Italie
Il ne va pas jusqu'au bout de sa peine : à la fin de 1802 il est libéré grâce aux pressions de Napoléon (sur les instances de Francesco Melzi d'Eril) et expulsé en Italie. Il rejoint sa ville natale en passant par Gênes, et s'établit finalement à Pontremoli, à dix kilomètres de Mulazzo, qui fait partie, alors, du royaume d'Étrurie. Là il s'implique dans la politique locale. En 1804 il s'installe à Milan, capitale de la République italienne. En décembre de cette année, le gouvernement de la république le charge d'organiser la quarantaine entre la république et le royaume d'Étrurie à l'occasion d'une épidémie de fièvre jaune à Livourne. En 1805 il est nommé membre du Conseil d'État du Royaume napoléonien d'Italie (qui a succédé à la République italienne). En décembre 1806, il s'installe à Florence, à la cour du royaume d'Étrurie, où il est admis à la Société colombienne.
Alessandro Malaspina meurt à Pontremoli en 1810.

## Hommages
Le nom de Malaspina a été donné en son hommage, à plusieurs lieux géographiques :
- Le glacier Malaspina en Alaska (États-Unis).
- Le détroit de Malaspina, entre l'île Texada et la côte continentale de la Colombie-Britannique au Canada.
- La péninsule Malaspina en Colombie-Britannique.
- Le pic Malaspina (Malaspina Peak) en Colombie-Britannique.

Son nom a également été attribué au Collège-Université Malaspina (Malaspina University-College) à Nanaimo sur l'île de Vancouver. L'Université-Collège Malaspina abrite le Alexandro Malaspina Research Centre.